# Линдси (Небраска)
Линдси (енгл. Lindsay) град је у америчкој савезној држави Небраска.

## Демографија
По попису из 2010. године број становника је 255, што је 21 (-7,6%) становника мање него 2000. године.
| Група             | 2000.       | 2010.       |
| Белци             | 275 (99,6%) | 249 (97,6%) |
| Афроамериканци    | 0 (0,0%)    | 0 (0,0%)    |
| Азијати           | 0 (0,0%)    | 0 (0,0%)    |
| Хиспаноамериканци | 1 (0,4%)    | 4 (1,6%)    |
| Укупно            | 276         | 255         |